# Dicranota (Eudicranota) pallida
Dicranota (Eudicranota) pallida is een tweevleugelige uit de familie Pediciidae. De soort komt voor in het Nearctisch gebied.